# لئون پکهایزر
لئون پکهایزر (انگلیسی: Leon Packheiser؛ زادهٔ ۱۶ مهٔ ۱۹۹۵) بازیکن فوتبال اهل آلمان است.
از باشگاه‌هایی که در آن بازی کرده‌است می‌توان به باشگاه فوتبال قوت-وایس ارفورت اشاره کرد.